# Eustrotia obliquisignata
Eustrotia obliquisignata là một loài bướm đêm trong họ Noctuidae.